# 鐵甲鋼拳 (電視劇)
《鐵甲鋼拳》（英語：Real Steel）是一部即將播出的美國科幻動作影集，由肖恩·利維製作，改編自2011年同名電影。該系列將在Disney+上首映。

## 外部連結
- 互联网电影数据库（IMDb）上《鐵甲鋼拳》的资料（英文）